# Melitoma
Melitoma es un género de abejas de la familia Apidae. Hay alrededor de 13 especies descritas en Melitoma. Se encuentran en el Neártico y Neotrópicos.

## Especies
- Melitoma ameghinoi (Holmberg, 1903) i c g
- Melitoma bifax Vachal, 1909 i c g
- Melitoma grisella (Cockerell & Porter, 1899) i c g
- Melitoma ipomoearum Ducke, 1913 i c g
- Melitoma marginella (Cresson, 1872) i c g b
- Melitoma nudicauda Cockerell, 1949 i c g
- Melitoma nudipes (Burmeister, 1876) i c g
- Melitoma osmioides (Ducke, 1908) i c g
- Melitoma segmentaria (Fabricius, 1804) i c g
- Melitoma strenua (Holmberg, 1903) i c g
- Melitoma taurea (Say, 1837) i c g b

Fuentes: i = ITIS, c = Catalogue of Life, g = GBIF, b = Bugguide.net